# Vameș
Vameș – wieś w Rumunii, w okręgu Gałacz, w gminie Piscu. W 2011 roku liczyła 387 mieszkańców.